# Римский-Корсаков, Иван Николаевич
Иван Николаевич Римский-Корсаков (1754, Смоленск — 1831, Москва) — генерал-адъютант, фаворит Екатерины II.

## Биография
Родился в Смоленске 24 января (4 февраля) 1754 года — сын смоленского дворянина Николая Семёновича Римского-Корсакова, из захудалой смоленской ветви знатного дворянского рода (польского происхождения). Образование получил домашнее. Был определён сержантом в лейб-гвардии Конный полк, затем переведён в Кирасирский полк.
Будучи капитаном, познакомился с Г. А. Потёмкиным, который искал тогда замену отставленному фавориту императрицы С. Г. Зоричу. Оценив красоту Римского-Корсакова, а также его невежество и отсутствие серьёзных способностей (которые могли бы сделать его опасным соперником в борьбе за власть), Потёмкин представил его императрице в числе трёх офицеров, для выбора (как официально считалось) флигель-адъютанта на место Зорича. 1 июня 1778 г. Римский-Корсаков был назначен флигель-адъютантом к императрице, а затем пожалован в действительные камергеры, генерал-майоры и в генерал-адъютанты, а польский король Станислав Понятовский пожаловал ему орден Белого Орла. Кроме того, Екатерина пожаловала фавориту дом на Дворцовой набережной (бывший Васильчикова), большое имение в Могилёвской губернии в 6000 душ крестьян, 200000 рублей на путешествие, множество бриллиантов и жемчуга (на сумму до 400000 руб.) и т. д.
Рассказывали, что, «попав в случай», Римский-Корсаков пожелал составить библиотеку и для этого послал за книгопродавцем. На вопрос последнего: какие книги ему нужны, он ответил: «Ну, знаете, большие тома внизу, а маленькие книжки вверху — как у Её Величества». Екатерина, давшая ему прозвище «Пирр, царь Эпирский», так характеризовала его в письме Гримму:
Прихоть? Прихоть? Знаете ли вы, что эти слова вовсе не подходят, когда речь идет о Пирре, царе Эпирском, который приводит в смущение всех художников и отчаяние скульпторов? Не прихоть, милостивый государь, а восхищение, восторг перед несравненным творением природы!(…) Никогда Пирр не делал жеста или движения, которое не было бы полно благородства и грации. Он сияет, как солнце, и разливает свой блеск вокруг себя. В нём нет ничего изнеженного; он мужественен и именно таков, каким бы вы хотели, чтобы он был; одним словом это Пирр, царь Эпирский. Всё в нем гармонично; нет ничего, что бы выделялось; такое впечатление производят дары природы, особенные в своей красоте; искусство тут ни при чём; о манерности говорить не приходится.
Он обладал приятным голосом и так играл на скрипке, что, по утверждению Екатерины, «все — не только люди, но и животные — заслушиваются его игрой». Екатерина II была более, чем привязана к нему, скучала без него, называла его своим другом, уверяла в сердечной привязанности, заказала для него копию со своего портрета работы Эриксона, убеждала его беречь себя для её счастья и т. д. Однако «случай» Римского-Корсакова продлился лишь год и завершился после того, как императрица застала его в объятиях графини Прасковьи Брюс (урожденной Румянцевой, сестры фельдмаршала П. А. Румянцева-Задунайского). В октябре 1779 года он был удалён от двора.
Вскоре у него завязался роман с графиней Екатериной Петровной Строгановой (урожденной Трубецкой), второй женой А. С. Строганова, которая была старше Римского-Корсакова на 10 лет и которую современники характеризуют как умную женщину и прекрасную собеседницу. Роман закончился её разводом, причём Строганов наделил бывшую супругу домом, деньгами и имением Братцево. С воцарением императора Павла I Римский-Корсаков чуть не был выслан в Саратов, но, с ходатайством бывшего мужа Екатерины Строгановой, остался в Москве, где жил в уединении со своей гражданской женой, которая к тому времени «лишилась движения ног», но сохраняла все свои блестящие умственные способности.
После смерти графини Строгановой в 1815 году Римский-Корсаков стал жить на широкую ногу, главным образом в своем могилёвском имении. Результатом было расстройство его финансовых дел.  В 1810—1820-е годы построил особняк на Тверском бульваре (ныне дом 26)
Умер 16 (28) февраля 1831 года в Москве. Похоронен в Братцевской церкви рядом с графиней Строгановой.
Московская усадьба Римского-Корсакова на Тверском бульваре, 26 была почти полностью снесена (под предлогом реконструкции) в 2007 году.

## Дети
Его сыновья от связи с графиней Строгановой Владимир и Василий Николаевич Ладомирский (1786—1847) получили от Павла I дворянство; Василий впоследствии был московским уездным дворянским предводителем. Кроме сыновей были дочери: Варвара (1785—1840) (замужем за И. Д. Нарышкиным) и Софья.
- Портреты
- Портрет 1790-х
- Портрет кон. XVIII в.
- Портрет XIX в.